# Kosonsoy (Fluss)
Der Kosonsoy (usbekisch; kirgisisch Касансай Kasansai; russisch Касансай Kassansai) ist ein rechter Nebenfluss des Syrdarja im kirgisischen Oblus Dschalal-Abad und in der usbekischen Provinz Namangan.
Der Kosonsoy entspringt im Süden des Tschatkalgebirges. Im Oberlauf trägt er auch den Namen Tschalkidysai (Чалкидысай). Er fließt in östlicher Richtung durch das Bergland. Vor Verlassen des Gebirges wird er zum Kasan-Sai-Reservoir aufgestaut. Nach Erreichen des Ferghanatals wendet sich der Kosonsoy nach Süden, er überquert die Grenze nach Usbekistan, durchfließt die gleichnamige Stadt Kosonsoy, setzt seinen Kurs nach Süden fort, passiert die Stadt Toʻraqoʻrgʻon und mündet westlich der Provinzhauptstadt Namangan rechtsseitig in den nach Westen fließenden Syrdarja.
Der Kosonsoy hat eine Länge von 127 km. Er entwässert ein Areal von 1780 km². Bei der Siedlung Baimak (Баимак), 52 km oberhalb der Mündung, beträgt der mittlere Abfluss (MQ) 11,6 m³/s. Ein Teil des Wassers wird zur Bewässerung genutzt.